# Przasnysz
Przasnysz este un oraș în Polonia.